# Fernando Álvarez de Miranda
Fernando Álvarez de Miranda y Torres (Santander, 14 de enero de 1924-Madrid, 7 de mayo de 2016) fue un político, abogado y profesor universitario español, primer presidente del Congreso de los Diputados de la democracia (1977-1979) y defensor del Pueblo (1994-1999).

## Biografía

### Formación
Estudió Derecho en las Universidades de Madrid y Zaragoza, y Derecho Comunitario en la Universidad de Luxemburgo y posteriormente fue profesor de Derecho procesal en la Universidad Complutense de Madrid. De ideología democristiana y monárquica, fue deportado a Fuerteventura por el régimen franquista tras asistir al Congreso del Movimiento Europeo en Múnich (el denominado despectivamente por la dictadura Contubernio de Múnich) en 1962. Miembro del Consejo Personal de Juan de Borbón (1964) y militante de Izquierda Democrática.

### Política
Durante la Transición española fue miembro destacado del Grupo Tácito y fundó Izquierda Demócrata Cristiana, como escisión de Izquierda Democrática y se integró en el Partido Popular Demócrata Cristiano que como Partido Demócrata Cristiano se unió, por su parte, a la UCD, con la que fue presidente del Congreso de los Diputados (1977-1979). Fue también embajador en El Salvador (1986-1989) y Defensor del Pueblo (1994-1999).
Fernando Álvarez de Miranda fue sobrino del diputado conservador Ricardo Cortes Villasana, tío del también político y diplomático, José María Martín Álvarez de Miranda (PP) y primo de Javier Cortes Álvarez de Miranda, arqueólogo y filántropo santanderino descubridor de la Villa Romana de La Olmeda en Pedrosa de la Vega.[cita requerida] Siendo también descendiente del linaje Leonés (Tusinos).
Su hijo, Ramón María Álvarez de Miranda García, es también político y economista. En 1979, con 24 años, se convirtió en el diputado más joven del Congreso salido de las elecciones generales de ese año. Ingresó como funcionario del Tribunal de Cuentas en 1984. Ha sido consejero del Tribunal desde 1991 hasta 2021, y presidente del mismo desde julio de 2012 hasta julio de 2018.